# .ar
‎.ar‏ دامنه اینترنتی کشور آرژانتین است.